# Бегичевы
Бегичевы — старинный род из рязанского дворянства.
Бегичевы  потомки Сеина Бегича, выехавшего якобы из Золотой Орды к великому князю московскому Дмитрию Иоанновичу Донскому. Сеин Бегич, во святом крещении Никита, имел сына Фёдора, три сына которого — Тимофей, Пётр и Епифан — оставили после себя большое потомство.
Бегичевы в XVI и XVII столетиях служили стряпчими, стольниками, воеводами, московскими дворянами и владели поместьями сначала в Рязанском уезде, а потом в целом ряде соседних уездов, в губерниях Московской, Рязанской, Тульской, Калужской и др. Записаны в VI часть родословных книг губерний: Калужской, Московской, Орловской, Саратовской и Тульской.
По всей вероятности, одного происхождения с предыдущими Бегичевы, записанные в VI часть родословной книги Рязанской губернии и имеющие родоначальником Павла Бегичева, владевшего поместьями в конце XVII века.

### Младшие ветви
Есть ещё две древних дворянских ветви рода Бегичевых, которым герольдией было отказано в столбовом дворянстве, за недостаточностью доказательств:
- Потомки Семёна и Перфилия (он же Богдан) Фёдоровичей Бегичевых, испомещенных в 1641 г., и была записана в VI часть родословной книги Рязанской губернии.
- Потомки Ильи Дмитриевича Бегичева и его сына Никиты, один из потомков которого, Михаил Львович Бегичев, был виленским гражданским губернатором. Эта ветвь записана во вторую часть родословной книги Тульской губернии.
- Потомки поручика Дмитрия Павловича Бегичева, чей правнук, коллежский регистратор Степан Семёнович Бегичев, 30.12.1811 был внесен в VI ч. дворянской родословной книги Рязанской губ.

## Представители
- Бегичев Давыд — на службе в царствовании Ивана Грозного с 1575-1580г.
- Бегичев Казарин Давыдович — голова стрелецких полков при царях Федоре Ивановиче и Годунове.
- Бегичев Кузьма — осадный воевода в Михайлове в 1605г.
- Бегичев Иван — воевода в Вязьме в 1608г.
- Бегичев Захар Дмитриевич по прозванию Закхей, инок, защитник Троице-Сергиевой Лавры.
- Бегичев Иван и Роман — воеводы под руководством Д.М. Пожарского, из них Иван Бегичев выборный от Калуги в избрании царя Михаила Федоровича, в 1620 году отправлен посланником в Царьград и на пути в Крыму убит сыном крымского хана.
- Бегичев Иван Кузьмич — второй судья в Холопьем приказе в 1620-1622г.
- Бегичев Иван Ольферьевич — воевода в Яренске в 1645-1647г.
- Бегичев Кузьма — воевода в Карачеве в 1659г.
- Бегичев Матвей — воевода в Мещовске в 1662г.
- Бегичев Иван Васильевич — стольник Петра I.
- Бегичев Никита Матвеевич — стольник царицы Агаты Грушецкой[4], стольник Петра I.
- Бегичев Иван Васильевич — стольник, воевода в Ряжске в 1700г[5].

## Бегичевы
Бегичевы — старинный русский дворянский род
- Бегичев, Александр Родионович (1816—1894) — генерал-лейтенант, пейзажист-любитель.
- Бегичев, Владимир Петрович (1838—1891) — драматург, соавтор либретто «Лебединого озера».
- Бегичев, Дмитрий:[править]  -  Бегичев, Дмитрий Матвеевич (1768—1836) — масон, генерал-майор, близок к декабристам; сын М. С. Бегичева.
  -  Бегичев, Дмитрий Никитич (1786—1855) — русский писатель, губернатор Воронежа, сенатор; брат С. Н. Бегичева и Е. Н. Бегичевой.
- Бегичев, Иван Матвеевич (1766—1816) — российский командир эпохи наполеоновских войн, генерал-майор; сын М. С. Бегичева.
- Бегичев, Матвей Семёнович (1724—1791) — директор Инженерного корпуса, генерал-поручик.
- Бегичев, Михаил Львович (1797—1866) — виленский гражданский губернатор.
- Бегичев, Павел Александрович (род. 1974) — российский старокатолический митрополит.